# Kurt Alder
Kurt Alder (10 tháng 7 năm 1902 - 20 tháng 6 năm 1958) là một nhà hóa học Đức và cũng là một trong hai nhân vật được nhận Giải Nobel Hóa học danh giá năm 1950.
Alder sinh ra và lớn lên trong một khu đô thị công nghiệp tại thành phố Königshütte, tỉnh Śląskie (nay là thành phố Chorzów, thượng Śląskie, Ba Lan). Năm 1922, ông rời thành phố khi Śląskie trở thành một phần của Ba Lan và đến nhập học tại Đại học Berlin. Năm 1926, Alder theo học tại Đại học Kiel để hoàn tất chương trình tiến sỹ dưới sự hướng dẫn của giáo sư Otto Diels.
Năm 1930, Alder được bổ nhiệm làm trở giảng môn hóa học tại Đại học Kiel và được thăng chức làm giảng viên vào năm 1934. Năm 1936, ông rời Đai học Kiel để chuyển sang tập đoàn công nghiệp IG Farben ở thành phố Leverkusen với công việc nghiên cứu cao su tổng hợp. Năm 1940, ông trở thành giáo sư chuyên ngành Hóa học Thực nghiệm và Công nghệ Hóa học tại Đại học Cologne và đồng thời cũng đảm nhiệm chức trưởng khoa hóa tại ngôi trường này. Mặc dù thời bấy giờ, các nhà khoa học tại châu Âu gặp nhiều khó khăn trong việc tiến hành các nghiên cứu chưa từng được công bố trước đây, Alder vẫn cố gắng tiếp tục công trình thí nghiệm có hệ thống của mình nhằm thỏa mãn đam mê tổng hợp các hợp chất hữu cơ. Với việc làm này, ông đã cho công bố 151 nghiên cứu hóa học.
Năm 1945, Alder cộng tác với Ferdinand Münz - nhà hóa học đã chế tạo chất axit ethylenediaminetetraacetic (EDTA) dùng trong cả công nghiệp và y khoa. Năm 1949, cả hai nhà hóa học cùng công bố một nghiên cứu về các phản ứng tổng hợp và phản ứng cộng từ alkadien.
Trong cuộc đời của mình, Alder đã nhận nhiều tấm bằng và giải thưởng danh giá, mà trong số đó có vẻ nổi bật nhất là giải Nobel Hóa học năm 1950 ông nhận với thầy của mình là Otto Diels nhờ phát hiện phản ứng Diels-Alder. Đây là lần thứ hai Đức có hai nhà hóa học nhận Giải Nobel Hóa học cùng năm (lần đầu tiên là năm 1931 khi Carl Bosch và Friedrich Bergius nhận giải nhờ sự tiên phong trong việc nghiên cứu công nghiệp hóa học áp suất cao. Đồng thời, giải thưởng này cũng là niềm tự hào hiếm có của nền hóa học Đức bởi trước đó, trừ Mỹ có ba người nhận giải thưởng này trong một năm (1946) thì không có quốc gia nào có hai lần mà mỗi lần đều có hai người cùng nhận giải thưởng.
Nhằm vinh danh Alder cho các đóng góp của ông trong nhiều lĩnh vực, ngoài phản ứng Diels-Alder, tên của ông được đạt cho một hố va chạm trên Mặt Trăng. Đồng thời, tên ông còn được đặt cho thuốc diệt sâu aldrin, một chất được tổng hợp bằng phản ửng Diels-Alder.
Alder qua đời vào tháng 6 năm 1958 ở tuổi 55. Thi thể của ông được tìm thấy trong nhà của mình ở Cologne, Đức 2 tuần sau khi ông được xác định tử vong. Cháu gái của ông là người đã phát hiện ra thi thể, và cô đã kể lại rằng mùi phân hủy của cơ thể nồng đến mức cô có thể ngửi được nó từ ngoài phố. Nguyên nhân tử vong thât sự của Alder không được xác định. Vợ của ông, Gertrud Alder, thuật lại rằng chồng bà trông vô cùng đau khổ khi bà thấy ông lần cuối. Lúc đó, ông thường lẩm bẩm cụm từ "Les Jardins du Souvenir" (tạm dịch: khu vườn ký ức) khi ghi chú nghiên cứu của mình.